# Grundfördraget mellan Västtyskland och Östtyskland

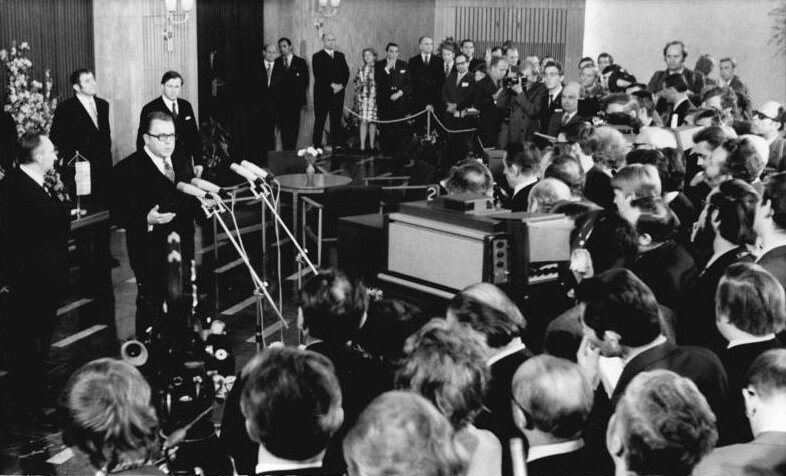
Presskonferensen i samband med undertecknandet i Berlin med Egon Bahr och Michael Kohl.

Grundfördraget, tyska Grundlagenvertrag, officiellt Vertrag über die Grundlagen der Beziehungen zwischen der Bundesrepublik Deutschland und der Deutschen Demokratischen Republik, är ett traktat som upprättades 1972 mellan Förbundsrepubliken Tyskland (dåvarande Västtyskland) och Tyska demokratiska republiken (även kallat Östtyskland, DDR).
Inom ramen för Willy Brandts Ostpolitik närmade sig Västtyskland och DDR från 1970 varandra. 1972 nåddes en stor framgång för de mellantyska relationerna i samband med att länderna skrev under Grundfördraget som reglerade ländernas relationer med varandra. Avtalet skrevs under 21 december 1972, västtysk representant var Egon Bahr och för östtyskland Michael Kohl. Det ratificerades den 11 maj 1973 och trädde i kraft den 21 juni 1973.

## Fördragets följder
Grundfördraget medförde att de bägge staterna kunde bli medlemmar av Förenta nationerna (FN) 1973. Det banade också vägen för upprättandet av ständiga representationer, Ständige Vertretungen, hos varandra. Fördraget hade inneburit ett stort steg framåt men fortfarande innebar det knappast några normaliserade diplomatiska förbindelser. Problemet var i grunden att bägge parter ansåg sig vara den enda legitima tyska regeringen, och ingendera kunde på detta sätt erkänna den andra regimens anspråk utan att ge upp sin egen position. På något sätt var man dock i behov av fasta relationer till den förvaltning som styrde i de delar av tyskt territorium som man inte själv hade kontroll över. Lösningen blev att upprätta diplomatiska relationer på regeringsnivå, istället för mellan stater. Günter Gaus var den första sändebudet vid Västtysklands ständiga representation i Östberlin, och chefsförhandlaren Michael Kohl fick uppdraget vid Östtysklands ständiga representation i Bonn. Den inomtyska gränsen må ha varit en statsgräns befäst av en järnridå på östsidan, men den var ändå inte betraktad som en internationell gräns av de tyska staterna själva.
Under de kommande åren kunde man utifrån Grundfördraget sluta flera avtal mellan Västtyskland och DDR:
- 1974: Avtal om hälso-/sjukvård
- 1976: Avtal om post- och teletrafik
- 1978: Avtal om byggande av en motorväg mellan Hamburg och Berlin (se även Transitavtalet)
- 1978: Ett regeringsprotokoll om att kontrollera, förnya och tydliggöra gränsmarkeringen mellan Västtyskland och DDR.
- 1979: Avtal om samarbete inom veterinärväsendet.
- 1980: Avtal om byggande av en motorväg mellan Berlin och Herleshausen, utvidgning av Mittellandkanal, utbyggnad av järnvägsförbindelsen mellan Berlin och Helmstedt.